# Klaus und Klaus
Klaus und Klaus är en tysk musikgrupp. De spelar folklig pop- och schlagermusik. En av deras mest kända låtar är "Ein Rudi Völler" om fotbollsspelaren Rudi Völler.

## Medlemmar
Nuvarande medlemmar
- Klaus Baumgart – sång (1980–)
- Claas Vogt – sång (1997–)

Tidigare medlemmar
- Klaus Büchner – sång (1980–1997)
- Andreas Neumann – parodi (1997–2000)

## Diskografi
Album
- 1982 – An der Nordseeküste
- 1985 – Tierisch menschlich
- 1986 – Schwer ist der Beruf
- 1987 – Wir feiern wieder Feste
- 1988 – Ach Du dickes Ei
- 1990 – Die Herzensbotschaft
- 1995 – Bauer Cotton Eye Joe – das Album
- 1995 – Moin Moin
- 1996 – Klingelingeling Hier kommt der Weihnachtsmann
- 1997 – Polizeistund' – und tschüß!
- 2001 – Feiern bis der Arzt kommt
- 2005 – Schwein muss man haben
- 2007 – Küsten-Knaller
- 2010 – Küstengold
- 2013 – Guteklasse A
- 2013 – 30 Jahre Klaus & Klaus - Das Jubiläum (med bonus-cd; DAS OHRENKINO)